# Ставропольское президентское кадетское училище
Ставропольское президентское кадетское училище — федеральное государственное общеобразовательное учреждение с дополнительными образовательными программами, направленными на проведение военной подготовки несовершеннолетних граждан, находящееся в ведении Министерства обороны Российской Федерации.
Расположено в Ставрополе. Основано в 2011 году. Продолжительность обучения — 7 лет.

## История
Ставропольское президентское кадетское училище образовано распоряжением Правительства Российской Федерации № 1414-р от 11 августа 2011 года и приказом Министра обороны Российской Федерации № 1363 от 17 августа 2011 года.
Открыло свои двери 1 сентября 2011 года. Первый набор курсантов составил 302 человека. На открытии училища присутствовал Президент Российской Федерации Дмитрий Медведев.
По статистическим данным: 73 воспитанника — дети, оставшихся без попечения родителей, 82 кадета — из неполных семей и 141 — из полных. Родители или же близкие родственники 210 мальчишек, поступивших к нам, являются гражданскими и военными служащими Министерства обороны Российской Федерации. В будущем общая численность обучающихся достигнет 840 человек.
Училище разместилось на территории, где с 1967 года было расквартировано Ставропольское высшее военное авиационное училище летчиков и штурманов (СВВАУЛШ) имени маршала Авиации Судца В. А. (с 1993 года Ставропольское высшее военное инженерное училище имени маршала авиации Судца В. А., включившее в себя инженерные факультеты расформированного Даугавпилского ВАТУ и Ломоносовского ВАТУ с Боевым  знаменем СВВАУЛШ). В 1993 году в составе СВАИУ от СВВАУЛШ остался факультет офицеров боевого управления (в 1999 переведен в Ейск), курсанты- летчики и штурмана - операторы переведены в Армавирское лётное училище. В 2009 году СВВАИУ перебазировано в Воронеж и на его территории какое то время (до 2011 года) готовили младших авиационных специалистов.
История военного освоения территории, где располагается училище, отсчитывается с 1840 года, когда на этом месте был открыт военный госпиталь (достроен в 1844 году). В начале июля 1847 года в стенах Ставропольского военного госпиталя провел серию показательных хирургических операций знаменитый русский хирург и основоположник военно-полевой хирургии Николай Пирогов.
В связи с удаленностью от Кавказского фронта в военный госпиталь в 1895 году был переформирован в местный лазарет. Часть занимаемых территорий и зданий отошли Майкопскому, Самурскому и Таманским полкам, расквартированных в разное время.
С июня 1946 года на эту территорию на постоянное место дислокации была выведена легендарная 4-я отдельная гвардейская казачья кавалерийская Кубанская дивизия Северо-Кавказского военного округа.
В 1955 году было создано Ставропольское радиотехническое училище войск ПВО. В 1965 году министром обороны СССР Р. Я. Малиновским было принято решение о создании на базе радиотехнического училища войск ПВО филиала Армавирского высшего военного авиационного училища летчиков по подготовке штурманов. В 1969 году филиал был переформирован в Ставропольское высшее военное авиационное (с 1993 г. инженерное) училище летчиков и штурманов имени Маршала авиации В. А. Судца.